# Cibungbulang
Cibungbulang (en soundanais: ᮎᮤᮘᮥᮀᮘᮥᮜᮀ) est un district (kecamatan) de la régence de Bogor, dans la province de Java occidental,  en Indonésie, ayant en 2017 une population de 133 845 habitants.

## Géographie
Cibungbulang se situe à environ 250 m d'altitude à l'ouest de la ville de Bogor et dans l'aire métropolitaine de la capitale indonésienne Jakarta. C'est un district semi urbain, semi rural. Il a une frontière naturelle à l'ouest qui est une rivière se jetant dans la rivière Cisadane.
Les districts limitrophes sont:
- au nord: Rumpin
- au nord-est: Ranca Bungur
- à l'est: Ciampea
- au sud: Pamijahan
- à l'ouest: Leuwiliang

## Population
La population du district de Cibungbulang passe de 125 177 habitants en 2010 à 133 845 habitants en 2017.